# Nokturna, op. 9 (Chopin)

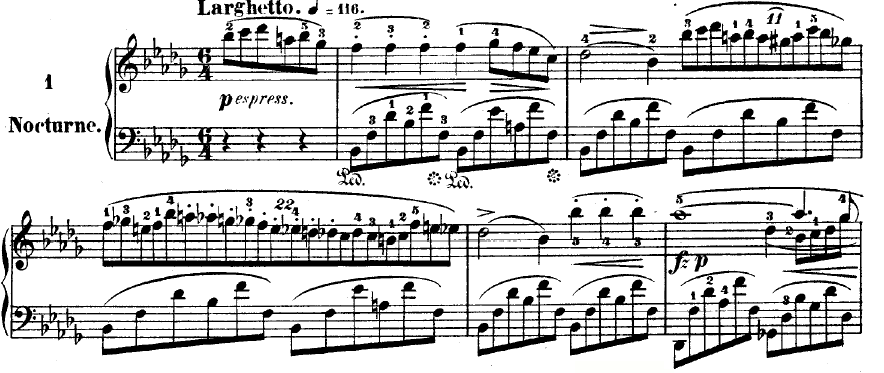
Úvodní takty a hlavní téma č. 1.

Nokturna, op. 9 je sbírka tří nokturn pro sólový klavír napsaná Fryderikem Chopinem v letech 1831 až 1832, vydaná v roce 1832 a věnovaná Marii Pleyelové. Jednalo se o Chopinovu první publikovanou sbírku nokturn. Druhé z nokturn je často považováno za nejslavnější Chopinovo dílo.

## Nokturno b moll, op. 9, č. 1

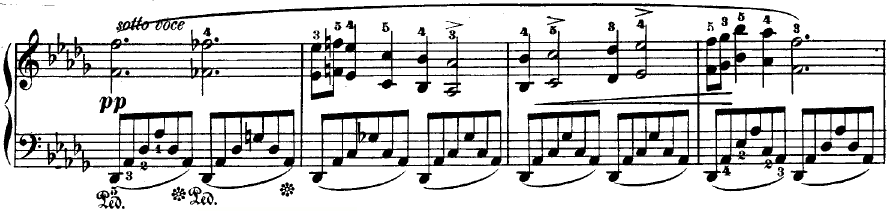
Druhé téma

Tato skladba je rytmicky volná, což je charakteristické pro Chopinovu pozdější tvorbu. V levé ruce se po celou dobu objevuje nepřerušená sekvence osminových not v jednoduchých arpeggiích, zatímco pravá ruka se pohybuje volně, příležitostně ve vzorcích po sedmi, jedenácti, dvaceti a dvaadvaceti tónů ve formě polyrytmů. Skladba má 85 taktů a 6⁄4 metrum. Je napsána v ternární formě; po hlavním tématu začíná vedlejší téma v taktu 19, po němž v taktu 70 následuje upravená verze hlavního tématu.
Úvodní část přechází do kontrastní střední části se stejným předznamenáním, která se vrací k úvodnímu materiálu v přechodné pasáži, kde se melodie vznáší nad sedmnácti po sobě jdoucími takty des dur akordů. Z toho vyrůstá repríza prvního dílu, po níž následuje závěr s pikardskou tercií.

## Nokturno Es dur, op. 9, č. 2
Chopin zkomponoval Nokturno Es dur op. 9, č. 2, když mu bylo kolem dvaceti let. Toto známé nokturno je napsáno v binární formě (A, A, B, A, B, A) s codou, C. Je dlouhé 34 taktů a zapsáno ve 12⁄8 taktu, má tak strukturu podobnou valčíku.
Části A i B se při každém opakování stávají zdobnějšími. Předposlední takt se vyznačuje značnou rytmickou volností, naznačenou pokynem senza tempo (bez tempa). Nokturno začíná legatovou melodií, většinou hranou v pianu (tiše), v níž se objevují ladné skoky vzhůru, které se s rozvíjející se linií zvětšují. Tato melodie zazní během skladby ještě třikrát. S každým opakováním se obměňuje o stále propracovanější dekorativní tóny a trylky. K nokturnu patří i vedlejší melodie, která se hraje rubatem.
Zvukový základ pro melodickou linku poskytují široce rozmístěné tóny v doprovodu, propojené pedálem. Valčíkový doprovod jemně zdůrazňuje 12⁄8 takt, v němž je 12 dob rozděleno do čtyř tříčlenných skupin.
|  |  |

## Nokturno H dur, op. 9, č. 3

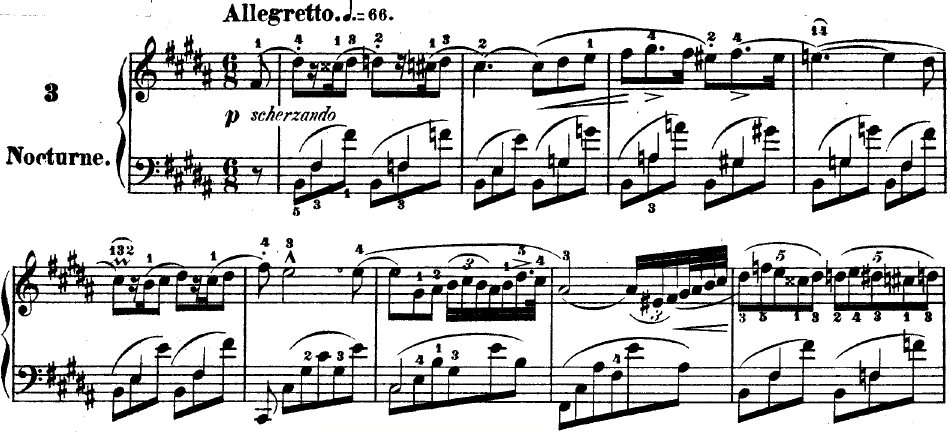
Úvodní takty č. 3 H dur.

Skladba je zapsána v ternární formě A–B–A. První část nese označení Allegretto. Hlavní téma je chromatické a plné nostalgické energie. Druhá kontrastní část, Agitato v h moll, je velmi dramatická, s kombinovanou melodií a kontramelodií v pravé ruce a neustálými osminovými arpeggii v levé, což vyžaduje určitou dávku virtuozity. Dílo je plné koloraturních ornamentů a končí malou kadencí podobnou té v předcházejícím nokturnu, se širokým akordem v levé ruce doprovázeném triolami ve vysoké oktávě v pravé ruce, po nichž následuje závěrečné arpeggio v B dur.